# Sergio Vásquez (arbitre)
Sergio Vásquez Sánchez, né le 23 juin 1940, est un arbitre chilien de football qui a officié de 1974 à 1989, essentiellement en Amérique du Sud.

## Compétitions
Il a officié dans des compétitions majeures : 
- Copa América 1979 (2 matchs)
- Copa América 1983 (1 match : demi-finale aller Pérou-Uruguay)